# MLB Draft 2020
Der MLB Draft 2020 fand am 10. und 11. Juni 2020 statt. Der Draft wies Amateur-Baseballspieler den MLB-Teams zu. Die Draftreihenfolge war entgegengesetzt zu den Platzierungen der Regular Season der MLB-Saison 2019, so dass das schlechteste Team, die Detroit Tigers, die erste Wahl (Pick) hatten. Die Houston Astros durften in der ersten und zweiten Runde aufgrund des sogenannten Sign-Stealing-Skandals nicht am Draft teilnehmen.
Der erste Tag des Draft wurde von MLB Network übertragen. Der zweite Tag des Drafts wurde auf MLB.com übertragen. Aufgrund der COVID-19-Pandemie in den Vereinigten Staaten wurde der Draft virtuell und nicht wie geplant vor Ort in Omaha, Nebraska abgehalten.
Als ersten Spieler wählten die Tigers Third Baseman Spencer Torkelson von der Arizona State.

## Draft Picks Runde 1
| Pick | Spieler             | Team                  | Position       | Schule                                                   |
| ---- | ------------------- | --------------------- | -------------- | -------------------------------------------------------- |
| 1    | Spencer Torkelson   | Detroit Tigers        | Third Baseman  | Arizona State                                            |
| 2    | Heston Kjerstad     | Baltimore Orioles     | Outfielder     | Arkansas                                                 |
| 3    | Max Meyer           | Miami Marlins         | Pitcher        | Minnesota                                                |
| 4    | Asa Lacy            | Kansas City Royals    | Pitcher        | Texas A&M                                                |
| 5    | Austin Martin       | Toronto Blue Jays     | Shortstop      | Vanderbilt                                               |
| 6    | Emerson Hancock     | Seattle Mariners      | Pitcher        | Georgia                                                  |
| 7    | Nick Gonzales       | Pittsburgh Pirates    | Shortstop      | New Mexico State                                         |
| 8    | Robert Hassell      | San Diego Padres      | Outfielder     | Independence High School (Thompson’s Station, TE)        |
| 9    | Zac Veen            | Colorado Rockies      | Outfielder     | Spruce Creek High School (Port Orange, FL)               |
| 10   | Reid Detmers        | Los Angeles Angels    | Pitcher        | Louisville                                               |
| 11   | Garrett Crochet     | Chicago White Sox     | Pitcher        | Tennessee                                                |
| 12   | Austin Hendrick     | Cincinnati Reds       | Outfielder     | West Allegheny Senior High School (Allegheny County, PA) |
| 13   | Patrick Bailey      | San Francisco Giants  | Catcher        | NC State                                                 |
| 14   | Justin Foscue       | Texas Rangers         | Second baseman | Mississippi State                                        |
| 15   | Mick Abel           | Philadelphia Phillies | Pitcher        | Jesuit High School (Beaverton, OR)                       |
| 16   | Ed Howard           | Chicago Cubs          | Shortstop      | Mount Carmel High School (Chicago, IL)                   |
| 17   | Nick Yorke          | Boston Red Sox        | Second baseman | Archbishop Mitty High School (San José, CA)              |
| 18   | Bryce Jarvis        | Arizona Diamondbacks  | Pitcher        | Duke                                                     |
| 19   | Pete Crow-Armstrong | New York Mets         | Outfielder     | Harvard-Westlake School (Los Angeles, CA)                |
| 20   | Garrett Mitchell    | Milwaukee Brewers     | Outfielder     | UCLA                                                     |
| 21   | Jordan Walker       | St. Louis Cardinals   | Third Baseman  | Decatur High School (Decatur, GA)                        |
| 22   | Cade Cavalli        | Washington Nationals  | Pitcher        | Oklahoma                                                 |
| 23   | Carson Tucker       | Cleveland Indians     | Shortstop      | Mountain Pointe High School (Ahwatukee, AZ)              |
| 24   | Nick Bitsko         | Tampa Bay Rays        | Pitcher        | Central Bucks High School East (Buckingham Township, PA) |
| 25   | Jared Shuster       | Atlanta Braves        | Pitcher        | Wake Forest                                              |
| 26   | Tyler Soderstrom    | Oakland Athletics     | Catcher        | Turlock High School (Turlock, CA)                        |
| 27   | Aaron Sabato        | Minnesota Twins       | First baseman  | North Carolina                                           |
| 28   | Austin Wells        | New York Yankees      | Catcher        | Arizona                                                  |
| 29   | Bobby Miller        | Los Angeles Dodgers   | Pitcher        | Louisville                                               |